# Бажбеук-Меликян, Вазген Александрович
Вазген Александрович Бажбеук-Меликян (16 сентября 1941, Тбилиси — 27 мая 2004) — армянский художник.
С 1957 начал учиться живописи и рисунку у отца, Александра Бажбеук-Меликяна. В 1968—1973 годах учился в Московском Государственном Текстильном институте. Получил золотую медаль ВДНХ СССР за дипломную работу.
Работы художника экспонировались на выставке «Автопортрет в русском и советском искусстве», Третьяковская галерея, Москва (1975). В 1977 году переехал в Ереван. С 1982 года — член Союза художников Армении.
Участник крупной выставки Современного Армянского Искусства в Музее Современного Искусства, Ереван (1985). Участник выставки «Музей Современного Искусства на пороге 21 века» СХ, Ереван (1997), участник выставки в НПАК (2000). В 2000 году — персональная выставка в рамках в СХ Армении, Ереван, были представлены 60 работ. Персональная выставка в рамках международного бьеннале с участием 20 стран, (Гюмри, Армения, были представлены 30 работ).
27 мая 2004 года покончил жизнь самоубийством.